# Katano Hiromichi
Hiromichi Katano (片野 寛理 Katano Hiromichi, sinh ngày 6 tháng 4 năm 1982) là một cầu thủ bóng đá người Nhật Bản.